# Университет Стефана Батория
Университе́т Стефа́на Бато́рия (пол. Uniwersytet Stefana Batorego; USB) — высшее учебное заведение, действовавшее в Вильно в 1919—1939 годах.

## Восстановление

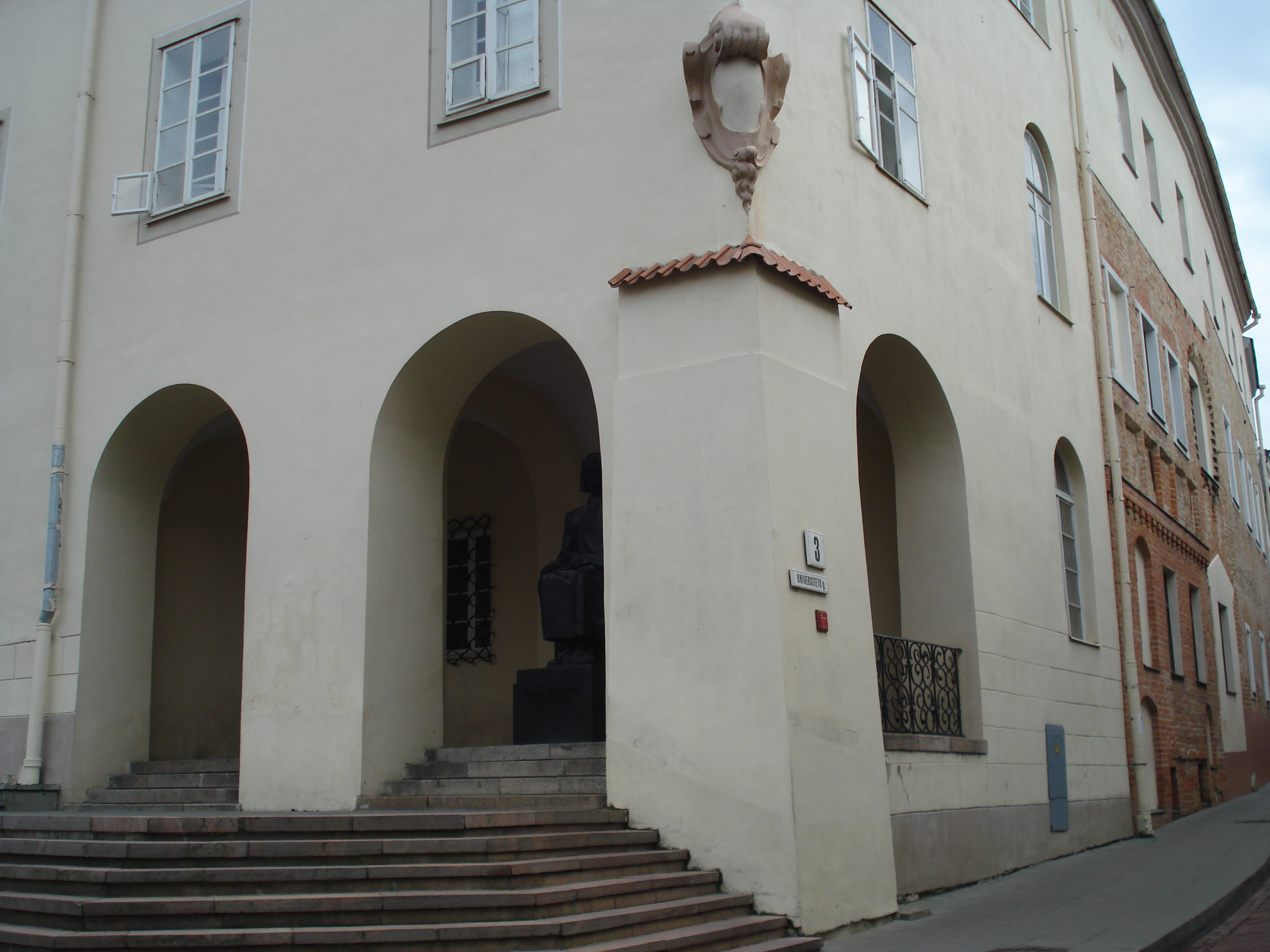
Три арки, прорубленные в 1938 году в северо-западном углу здания ректората Университета Стефана Батория

Упразднённый 1 мая 1832 года рескриптом Николая I Виленский университет был восстановлен по указу Юзефа Пилсудского 28 августа 1919 года.
Торжественное открытие Университета Стефана Батория состоялось при участии Ю. Пилсудского 11 октября 1919 года в Вильне.
Первым ректором университета (1919—1921) стал профессор зоолог Михал Седлецкий из Кракова. Затем выборную должность ректора занимали математик Виктор Станевич (1921—1922), историк и этнограф Альфонс Парчевский (1922—1924), Владислав Дзевульский (1924—1925), Витольд Станевич (1933—1936) и другие учёные.

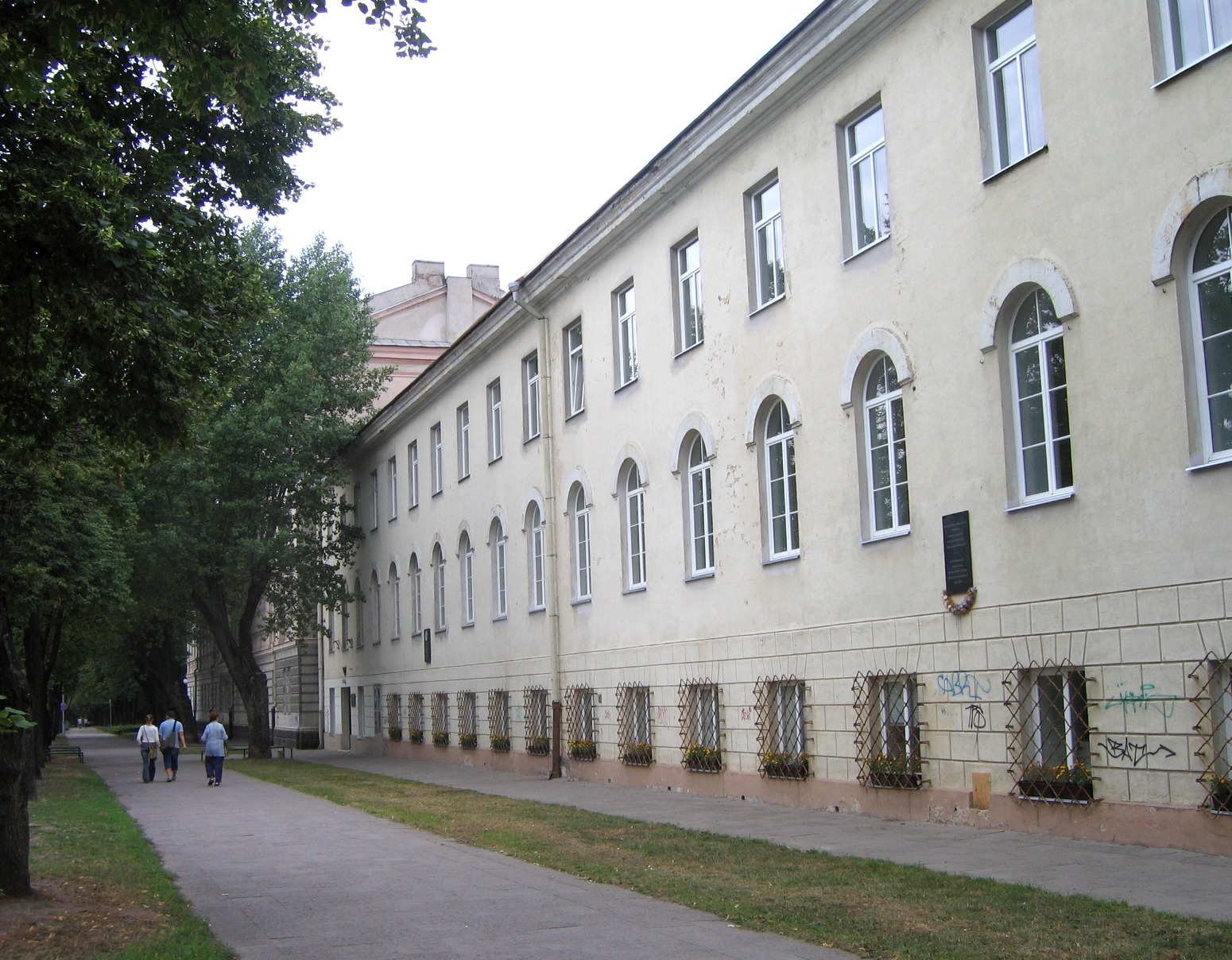
Здание бывшего военного училища

В 1919 году была открыта Библиотека университета, выполнявшая функции городской публичной библиотеки. В том же году возрождённому университету был передан ряд зданий — помещения бывшего Виленского пехотного юнкерского училища на Закретовой улице, где разместились кафедры медицины и естествознания (после Второй мировой войны здания факультетов естественных наук, медицинского, совершенствования врачей Вильнюсского государственного университета на улице М. К. Чюрлёнё, M. K. Čiurlionio g.), Виленского среднего химико-технического училища на Новгородской улице, где расположился Институт Анджея Снядецкого с кафедрами физических и химических наук (после Второй мировой войны здания факультетов математико-механического, физического, химического Вильнюсского государственного университета на улице Партизану, ныне Наугардуко, Naugarduko g.), бывшего бернардинского монастыря, где обосновалось отделение изящных искусств (после Второй мировой войны вильнюсский Художественный институт на улице Тесос, ныне Вильнюсская художественная академия на улице Майронё, Maironio g.).
На территории бывшего Виленского юнкерского пехотного училища благодаря стараниям профессора Владислава Дзевульского была построена астрономическая обсерватория — первая в тогдашней Польше астрофизическая обсерватория, в которой проводились фотометрические наблюдения и спектроскопические исследования. При университете был образован этнографический музей. В так называемом доме Франка на Большой улице поселились профессора университета. В части зданий бывшего монастыря августинцев и костёла Божией Матери Утешения на углу улиц Бокшто и Савичяус расположились мужское общежитие, университетская столовая, некоторые молодёжные организации УСБ.

## Преподаватели

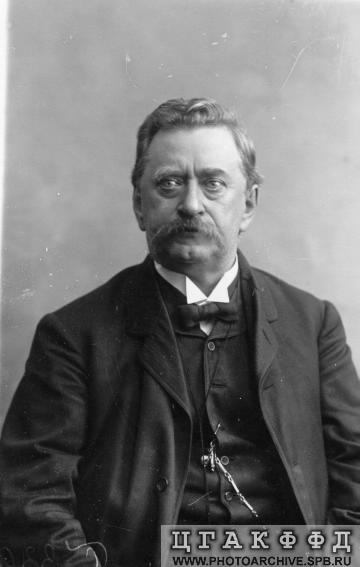
Альфонс Парчевский, ректор в 1922—1924 годах

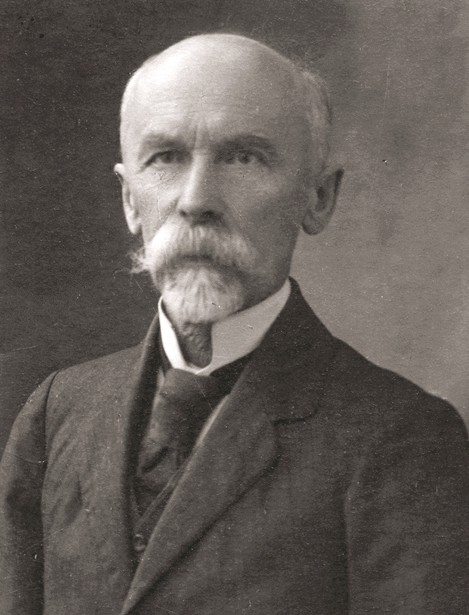
Мариан Здзеховский, ректор в 1925—1927 годах

Языком преподавания был польский. В Университете Стефана Батория работали известные польские учёные филологи — историки литературы Конрад Гурский, Юзеф Калленбах, Станислав Пигонь, Мариан Здзеховский (в 1925—1927 годах ректор университета), философы Тадеуш Ипполит Чежовский, Винцентий Лютославский, Мариан Массониус, Владислав Татаркевич, Винценты Лютославский, историки Феликс Конечный, Станислав Косцялковский, Генрих Ловмянский, Богумил Ясиновский, онколог Казимеж Пельчар, математик Антоний Зигмунд и многие другие. C 1932 года в университете до конца его деятельности работал историк польской литературы и теоретик литературы Манфред Кридль (с 1932 года профессор экстраординарный, с 1934 года — профессор ординарный).
Профессором университета был геолог Мечислав Лимановский (Mieczysław Limanowski), один из руководителей виленского театра «Редута».
В 1918—1919 годах организацией отделения изящных искусств занимался известный живописец, театральный художник и график Фердинанд Рущиц, который стал его первым деканом (он же руководил реставрацией зданий, помещений и дворов университета в 1919 году). Позднее деканом отделения изящных искусств был историк архитектуры Юлиуш Клос. Кафедрой скульптуры на отделении изящных искусств университета заведовал в 1919—1935 годах скульптор профессор Болеслав Балзукевич. С 1919 года художественную фотографию на отделении изящных искусств преподавал «нестор польской фотографии» Ян Булгак (доцент с 1939 года).
В 1921 году в Вильно прибыл профессор Казимеж Ходыницкий, который стал руководителем кафедры истории Средних веков и вспомогательных дисциплин.
С 1923 году здесь преподавал классическую филологию ученик Ф. Ф. Зелинского Стефан Сребрный. В 1936 году Сребрный получил звание профессора этого университета.
В 1929 году Людомир Слендзинский, выпускник Императорской Академии художеств, получил звание адъюнкт-профессора, а в 1938 году — звание профессора в области монументальной живописи на факультете изящных искусств Университета Стефана Батория. Между 1929 и 1939 годами, до момента закрытия этого учебного заведения, он также занимал должности заместителя декана и декана университета. Он был основателем и первым президентом
Виленского общества художников.
С 1931 года на кафедре графики преподавал Ежи Хоппен (Jerzy Hoppen), доцент с 1937 года, известный живописными полотнами и циклами офортов с видами Вильны, также как театральный художник и иллюстратор.
С 1932 года (по другим сведениям с 1936 года) до 1939 года профессором кафедры скульптуры на отделении изящных искусств был скульптор Генрик Куна.
В 1935—1937 годах лекции по консервации памятников архитектуры читал на отделении изящных искусств архитектор Стефан Нарембский. С 1937 года он в должности профессора экстраординарного преподавал курс проектирования интерьеров..
На кафедре русского языка преподавал русский поэт Всеволод Сергеевич Байкин.
Почётное звание доктора honoris causa математических и естественных наук УСБ в 1922 году было присвоено Начальнику государства Юзефу Пилсудскому. В 1923 году доктором honoris causa юридических наук стал генерал Люциан Желиговский. В 1933 году звания доктора honoris causa удостоился профессор Мариан Здзеховский. В 1938 году М. Здзеховскому было присвоено звание почётного профессора УСБ, которое, в отличие от звания доктора honoris causa, позволяло читать лекции в университете. В 1935 году президент Польши Игнаций Мосцицкий удостоил звания почётного профессора университета Фердинанда Рущица.

## Воспитанники

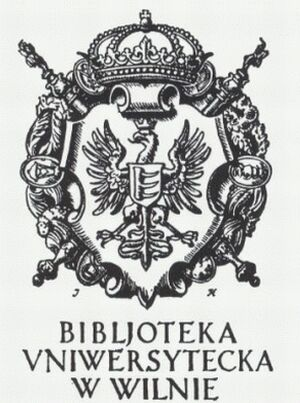
Экслибрис библиотеки Университета Стефана Батория

В первом учебном году студентов число студентов немногим превышало 500 человек. В конце 1920-х количество студентов превысило 3 тысяч. В Университете Стефана Батория учились лауреат Нобелевской премии по литературе 1980 года Чеслав Милош, поэт Теодор Буйницкий (1907—1944), известный деятель старообрядчества Б. А. Пимонов, астрономы В. Зонн и В. Ивановская.
Полонистику в УСБ с 1920 года изучала поэтесса, писательница, переводчица Зофия Богдановичова (Zofia Bohdanowiczowa; 1898—1965), продолжившая затем обучение в Университете Яна Казимира во Львове. Филологический факультет окончил поэт, писатель и публицист Ежи Путрамент (1934). На отделении права в 1932—1937 годах учился поэт и переводчик Александр Рымкевич, участник той же авангардистской литературной группировки «Жагары», в которую входил Чеслав Милош и Теодор Буйницкий.
На отделении изящных искусств учился скульптор Рафал Яхимович (Rafał Jachimowicz, Rapolas Jakimavičius), член Виленского Общества скульпторов (Wileńskie Towarzystwo Artystów Plastyków) и один из основателей Виленского Общества независимых художников (Wileńskie Towarzystwo Niezależnych Artystów Malarzy)..

## Студенческие организации

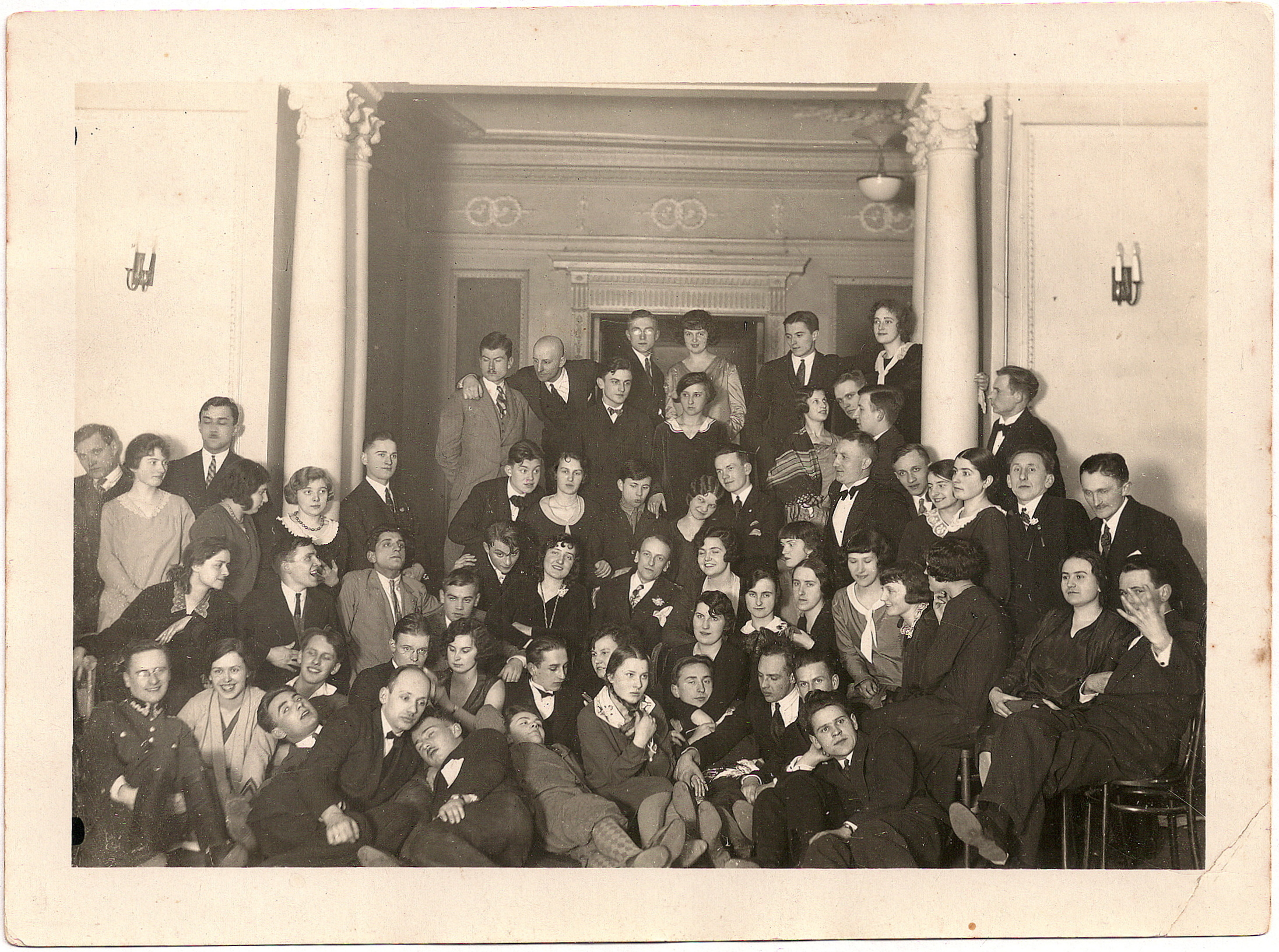
Студенты университета Стефана Батория, 1930 год

Университет пользовался большой автономией, а студенты имели право создавать союзы и корпорации. Студенческие объединения формировались по национальному признаку — «Братняк» для оказания взаимопомощи полякам, общество взаимной помощи студентов-евреев, литовские, украинские и белорусские объединения. Даже научные кружки студентов формировались по национальному признаку — в одни входили евреи, в другие неевреи.
Также существовали землячества — студенты из Гродно, Белостока, Новой Вилейки, Ломжи, Новогрудка. Среди студенчества были представлены политизированные объединения: Союз независимой социалистической молодежи (под влиянием правящей Польской социалистической партии), прокоммунистический Союз студенческой левицы «Фронт», объединение католической молодежи «Возрождение», проправительственные санационные «Союз польской демократической молодежи», «Легион молодых» и «Державная мысль». «Фронт» (Студенческая левица «Фронт») — легальная организация. Она продолжила традицию студенческих организаций в 1932—1936 годах. Работала под влиянием Компартии Западной Белоруссии (КПЗБ), объединяла около половины польских, белорусских, литовских студентов, влияла на интеллигенцию и национальные организации. Печатный орган Фронта — газета «Zew» («Призыв»); издавала популярные в Польше газеты «Poprostu» («Попросту») и «Karta» («Карта»), в которых сотрудничали Максим Танк, Ежи Путрамент; нелегальные революционные листовки. Польские власти запретили деятельность организации, руководителей посадили в тюрьму.
В 1933 году было издано распоряжение министра просвещения, регулирующее деятельность студенческих объединений, регламентирующее порядок их создания, выборы были поставлены под контроль ректора, была введена должность подчинённому ректору куратора, надзирающего за объединением студентов, ректор получил право роспуска студенческого объединения. Студенты активно участвовали в борьбе против санационного режима — в марте 1933 года прошла мощная забастовка против ограничения права на создание студенческих объединений, которая сопровождалась приостановкой занятий, с 1935 года протестные акции возобновились и привели к сокращению ранее введённых ограничений для студенческих объединений в 1937 году и к разрешению межвузовских союзов. В 1936 году прошла студенческая забастовка против платы за обучение, которая привела к отмене более высокой платы за обучение на младших курсах.

## Антисемитизм
Всплеск антисемитизма в университете начался с 1931 года, причем антиеврейское движение было очень сильным. Особенностью университета была высокая доля евреев-студентов — 22,2 % в 1934/35 учебном году (в целом по стране — 6,9 %). Проводником антисемитизма выступала правая организация «Всепольская молодежь». Она добивалась «гетто лавкового» (отдельных парт для студентов-евреев, что было частично введено), сокращения числа евреев среди студентов. Антисемитские выступления усилились после того как в ноябре 1931 году в драке погиб студент Вацлавский, которого тут же объявили «героем борьбы за дело». После этого в городе прошел 5-дневный еврейский погром. С 1937 года польские националисты проводили «дни без евреев», а с осени 1938 года «недели без евреев». Отношение администрации университета было в целом негативным — например в 1937 году ректор и проректор университета в знак протеста против введения «гетто лавкового» подали прошения об отставке.

## Закат
После передачи осенью 1939 года Вильнюса Литве университет был преобразован. Постановлением сейма Литовской Республики 13 декабря 1939 года он становился вторым, наряду с Университетом Витаутаса Великого в Каунасе, университетом Литвы. Деятельность регламентировалась статутом каунасского университета. В состав Вильнюсского университета включались переведённые из Каунаса гуманитарный и юридический факультеты. 15 января 1940 года был избран новый ректор — профессор Миколас Биржишка. Занятия начались 22 января.
Одновременно в Вильнюсе продолжал действовать (до лета 1944 года) тайный польский университет. После Второй мировой войны репатриированные преподаватели Университета Стефана Батория составили ядро Университета Николая Коперника в Торуни (Польша).